# 실패돌말과
실패돌말과(Biddulphiaceae)는 실패돌말목에 속하는 돌말류(규조류(硅藻類), Diatom) 과의 일종이다. 실패돌말과는 헛틈눈(pseudocelli) 형태를 보여, 완전히 발달한 틈눈 (ocellus)을 갖고 있는 눈돌말과 (Eupodiscaceae) 종과 구별된다. 두 과는 공통적으로 해안가에 가까운 바다 연안대에 서식한다.

## 하위 속
| - Arcusidiscus - 실패돌말속 (Biddulphia) - 겹실패돌말속 (Biddulphiopsis) - Cortinocornus - Donskinika - 타래돌말속 (Eucampia) | - Hydrosirella - Lampriscus - Leudugeria - Lisitzinia - Neograya - Neohuttonia | - Peponia - Pseudotriceratium - Solium - Stoermeria |